# مارس هیل (حوزه سرشماری)، مین
مارس هیل (به انگلیسی: Mars Hill) یک منطقهٔ مسکونی در ایالات متحده آمریکا است که در شهرستان اروزتوک، مین واقع شده‌است. مارس هیل ۵٫۶ کیلومتر مربع مساحت و ۹۸۰ نفر جمعیت دارد و ۱۲۸٫۰۲ متر بالاتر از سطح دریا واقع شده‌است.